# Knocknarea
Knocknarea (Cnoc na Ríabh in gaelico irlandese) è una collina irlandese molto caratteristica che domina il paesaggio occidentale della contea di Sligo. Assieme al vicino Benbulben forma un paesaggio unico e caratteristico della contea. Sebbene sia niente più che una modesta collina in altezza, la sua relativa vicinanza al mare la fa ergere e spiccare notevolmente, tanto che gli abitanti non esitano a chiamarla colloquialmente the mountain. La zona è ricchissima di monumenti e resti del Neolitico.

## Toponomastica

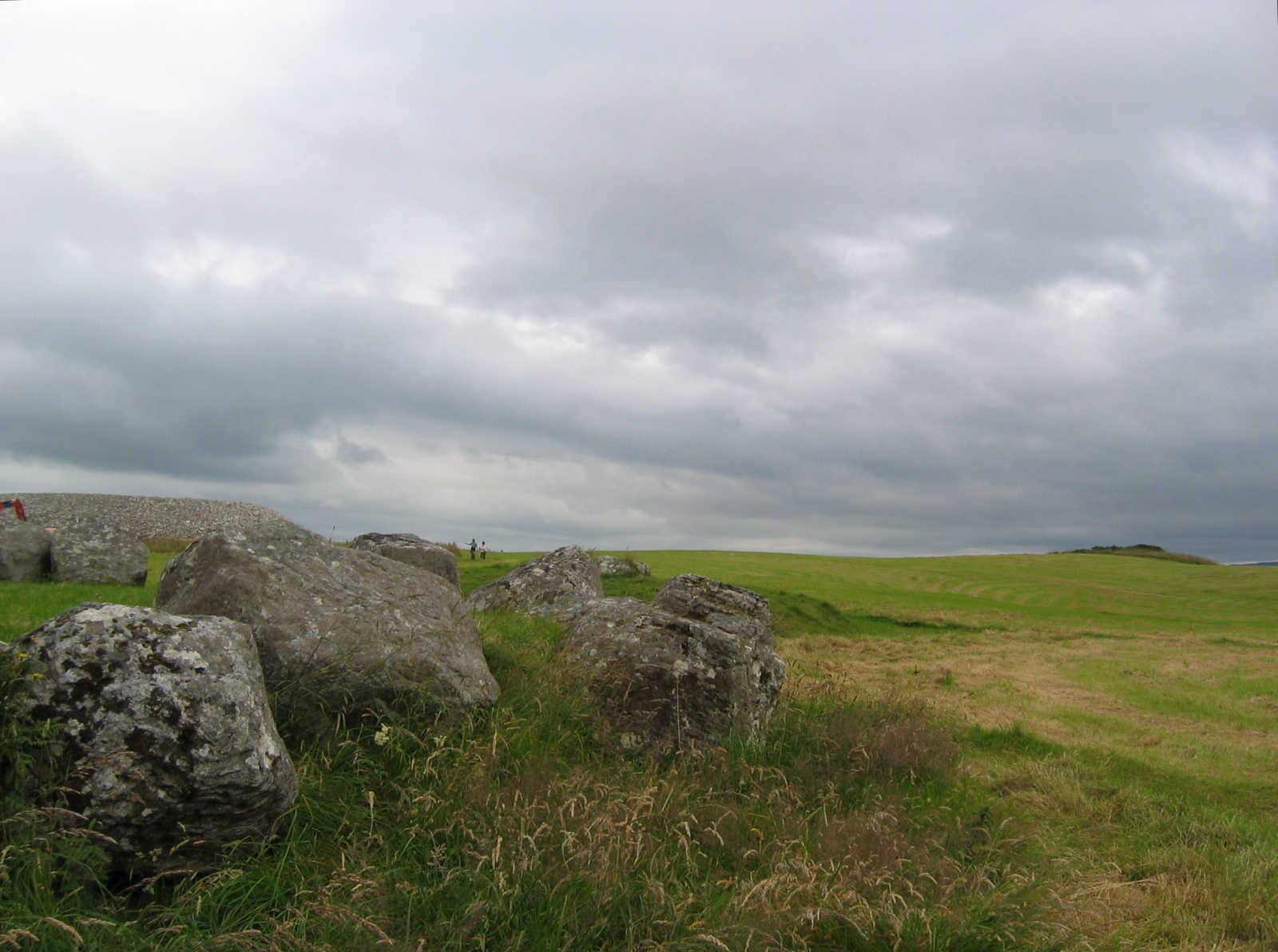
Le pendici di Knocknarea

Il corrispettivo gaelico di Knocknarea, Knock na Ríabh, significa 'Montagna della Luna' (‘Cnoc’ significa collina o montagna e 'Ré ' significa ‘luna’). Il nome è a volte interpretato in maniera errata come 'Collina dei Re', dato che la parola 'Rí' (che significa appunto "re"), è foneticamente uguale a 'Ré' in gaelico: la Collina dei Re tuttavia non è Knocknarea, ma Tara (Tara na Rí appunto, "Tara dei Re").

## Morfologia
Morfologicamente Knocknarea è una collina alta 327 metri quasi esclusivamente calcarea, dalla forma piuttosto originale e arrotondata, tanto da sembrare un monolite come Uluṟu in Australia (di cui ricorda anche la forma, nonostante le dimensioni più ridotte). L'altura spicca ed è visibile anche da lontano, essendo situata sulla penisola di Cúil Irra che è piatta e prossima al mare, separando le baie di Sligo e Ballysadare, mentre la montagna separa Strandhill e la sua rinomata spiaggia da Sligo.

## Archeologia

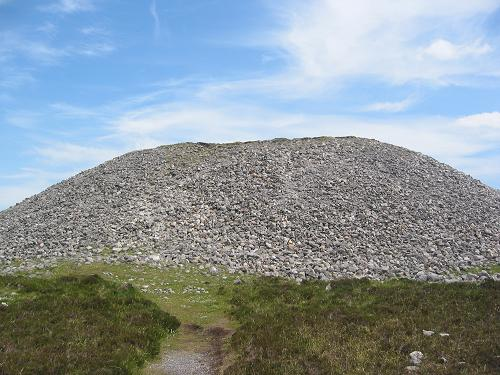
Il cairn di Medb

Knocknarea ospita molti reperti archeologici medievali e, soprattutto, preistorici.
I famosi complessi monilitici di Carrowmore, ad esempio, sono situati in prossimità delle pendici della collina.
Più collegato alla collina invece, è il cairn a camera, chiamato ‘Miosgán Medbh’ ("Pezzo di burro di Medb"), che svetta dalla cima di Knocknarea. Questo cairn è uno dei più larghi fra quelli a camera non scavati d'Europa, misurando circa 55 metri in larghezza e 10 in altezza. Il peso complessivo del materiale pietroso utilizzato per la sua realizzazione è stato stimato in 40.000 tonnellate metriche.
Medb (o Maeve) era la regina guerriera del Connacht nella mitologia celtica. Leggenda vuole che la donna sia stata seppellita in piedi ed adornata delle vestigia regali da battaglia, diretta verso nord in contrapposizione ai suoi nemici dell'Ulster. In realtà il cairn è più vecchio della regina (teoricamente dell'Età del Ferro) dato che risale al Neolitico.
Secondo tradizione, quando una persona comincia a scalare a piedi la collina deve prendere un sassetto qualora lo trova, e giunto alla fine lo deve riporrere su cairn, per poi esprimere un desiderio.